# Shōkichi Umeya
Shōkichi Umeya (梅屋 庄吉, Umeya Shōkichi) (chinois simplifié : 梅屋庄吉 ; chinois traditionnel : 梅屋莊吉, 1868-1934) est un producteur japonais de cinéma.

## Biographie
Pendant plus de 20 ans, Shōkichi Umeya soutient financièrement les activités  révolutionnaires de Sun Yat-sen. Il crée en 1906 la M. Pathe, une des premières sociétés de production cinématographique du Japon.